# Terrence Melton
(en) Statistiques sur pro-football-reference
(en) Statistiques sur statscrew
Terrence Lee Melton (né le 1er janvier 1977 à Miami) est un joueur américain de football américain et de football canadien.

## Carrière

### Université
Melton entre à l'université Rice et intègre l'équipe de football américain des Owls.

### Professionnel
Terrence Melton n'est sélectionné par aucune équipe lors du draft de la NFL de 1999. Il passe une année sans équipe avant de jouer pour l'équipe des Thunderbears de Houston, jouant en Arena Football League, fédération de football américain en salle. Il sera nommé pour sa première saison dans l'équipe des rookies 2000. Il reste encore une saison à Houston avant de prendre la direction de la Ligue canadienne de football et de signer avec les Roughriders de la Saskatchewan. Là aussi, il y reste deux saisons avant de se faire remarquer par la NFL.
En 2004, cinq ans après son échec au draft, il revient en NFL avec les Falcons d'Atlanta qui décide de lui donner sa chance. Il n'entre qu'au cours d'un seul match avec la franchise basée à Atlanta et il est libéré en cours de saison. Les Saints de la Nouvelle-Orléans le recueille dès sa libération et il ne joue que deux matchs en 2004 avant d'apparaître durant deux saisons comme linebacker remplaçant, entrant au cours de tous les matchs et se permettant même d'être titulaire à deux reprises lors de la saison 2005.
Après son départ des Saints en 2007, Melton ne retrouve plus les terrains de la prestigieuse ligue. Il signe avec les Panthers de la Caroline mais il ne joue aucun match pour cette franchise et fait une deuxième saison vierge consécutive la saison suivante, cette fois-ci avec les Ravens de Baltimore.
Il signe, en 2009, avec les Tuskers de Floride, évoluant en United Football League, principale concurrente de la NFL. Après deux saisons sous la tunique des Tuskers, la franchise fait face à de gros problèmes financiers et se renomme les Destroyers de la Virginie qui récupère l'ensemble des joueurs. Cette équipe remporte le championnat UFL en 2011.

## Palmarès
- 2000: Équipe des rookies de l'Arena Football League
- 2011: Champion de la United Football League